# مدار ۲۰ درجه جنوبی
مدار ۲۰ درجه جنوبی، دایره‌ای از عرض جغرافیایی است که در ۲۰ درجهٔ جنوبی خط استوا  قرار دارد.

## گذر از مناطق
از نصف‌النهار مبدأ شروع می‌شود و به سمت مشرق ۲۰ درجه جنوبی از موارد زیر گذر می‌کند:
| مختصات‌ها                                             | کشور، قلمرو یا دریا | توضیحات |
| ---------------------------------------------------- | ------------------- | --- |
| ۲۰°۰′ جنوبی ۰°۰′ شرقی / ۲۰٫۰۰۰°جنوبی ۰٫۰۰۰°شرقی      | اقیانوس اطلس        | |
| ۲۰°۰′ جنوبی ۱۳°۱′ شرقی / ۲۰٫۰۰۰°جنوبی ۱۳٫۰۱۷°شرقی    | نامیبیا             | |
| ۲۰°۰′ جنوبی ۲۱°۰′ شرقی / ۲۰٫۰۰۰°جنوبی ۲۱٫۰۰۰°شرقی    | بوتسوانا            | |
| ۲۰°۰′ جنوبی ۲۶°۵۵′ شرقی / ۲۰٫۰۰۰°جنوبی ۲۶٫۹۱۷°شرقی   | زیمبابوه            | |
| ۲۰°۰′ جنوبی ۳۳°۱′ شرقی / ۲۰٫۰۰۰°جنوبی ۳۳٫۰۱۷°شرقی    | موزامبیک            | |
| ۲۰°۰′ جنوبی ۳۴°۴۵′ شرقی / ۲۰٫۰۰۰°جنوبی ۳۴٫۷۵۰°شرقی   | اقیانوس هند         | کانال موزامبیک |
| ۲۰°۰′ جنوبی ۴۴°۲۸′ شرقی / ۲۰٫۰۰۰°جنوبی ۴۴٫۴۶۷°شرقی   | ماداگاسکار          | |
| ۲۰°۰′ جنوبی ۴۸°۴۷′ شرقی / ۲۰٫۰۰۰°جنوبی ۴۸٫۷۸۳°شرقی   | اقیانوس هند         | |
| ۲۰°۰′ جنوبی ۵۷°۳۵′ شرقی / ۲۰٫۰۰۰°جنوبی ۵۷٫۵۸۳°شرقی   | موریس               | |
| ۲۰°۰′ جنوبی ۵۷°۳۸′ شرقی / ۲۰٫۰۰۰°جنوبی ۵۷٫۶۳۳°شرقی   | اقیانوس هند         | |
| ۲۰°۰′ جنوبی ۱۱۹°۵′ شرقی / ۲۰٫۰۰۰°جنوبی ۱۱۹٫۰۸۳°شرقی  | استرالیا            | استرالیای غربی |
| ۲۰°۰′ جنوبی ۱۱۹°۲۲′ شرقی / ۲۰٫۰۰۰°جنوبی ۱۱۹٫۳۶۷°شرقی | اقیانوس هند         | |
| ۲۰°۰′ جنوبی ۱۱۹°۴۴′ شرقی / ۲۰٫۰۰۰°جنوبی ۱۱۹٫۷۳۳°شرقی | استرالیا            | استرالیای غربی قلمرو شمالی (استرالیا) کوئینزلند |
| ۲۰°۰′ جنوبی ۱۴۸°۱۶′ شرقی / ۲۰٫۰۰۰°جنوبی ۱۴۸٫۲۶۷°شرقی | دریای کورال         | |
| ۲۰°۰′ جنوبی ۱۴۸°۲۶′ شرقی / ۲۰٫۰۰۰°جنوبی ۱۴۸٫۴۳۳°شرقی | استرالیا            | کوئینزلند - Gloucester Island |
| ۲۰°۰′ جنوبی ۱۴۸°۲۸′ شرقی / ۲۰٫۰۰۰°جنوبی ۱۴۸٫۴۶۷°شرقی | دریای کورال         | Passing south of Marion Reef in استرالیا's دریای کورال · گذرکردن از جنوب Ilots du Mouillage, کالدونیای جدید · گذرکردن از شمال Île Baaba, کالدونیای جدید · Passing between the جزیرهٔ Tanna و Anatom, وانواتو |
| ۲۰°۰′ جنوبی ۱۷۰°۰′ شرقی / ۲۰٫۰۰۰°جنوبی ۱۷۰٫۰۰۰°شرقی  | اقیانوس آرام        | Passing between the جزیرهٔ Vatoa و Ono-i-Lau, فیجی · Passing through the هاآپایی island group, تونگا |
| ۲۰°۰′ جنوبی ۱۵۸°۸′ غربی / ۲۰٫۰۰۰°جنوبی ۱۵۸٫۱۳۳°غربی  | جزایر کوک           | جزیرهٔ آتیو |
| ۲۰°۰′ جنوبی ۱۵۸°۴′ غربی / ۲۰٫۰۰۰°جنوبی ۱۵۸٫۰۶۷°غربی  | اقیانوس آرام        | Passing between the atolls of Hereheretue و Anuanuraro, پلی‌نزی فرانسه · Passing between the atolls of Ahunui و Vanavana, پلی‌نزی فرانسه                                                                      |
| ۲۰°۰′ جنوبی ۷۰°۷′ غربی / ۲۰٫۰۰۰°جنوبی ۷۰٫۱۱۷°غربی    | شیلی                | |
| ۲۰°۰′ جنوبی ۶۸°۳۳′ غربی / ۲۰٫۰۰۰°جنوبی ۶۸٫۵۵۰°غربی   | بولیوی              | |
| ۲۰°۰′ جنوبی ۶۱°۵۳′ غربی / ۲۰٫۰۰۰°جنوبی ۶۱٫۸۸۳°غربی   | پاراگوئه            | |
| ۲۰°۰′ جنوبی ۵۸°۱۰′ غربی / ۲۰٫۰۰۰°جنوبی ۵۸٫۱۶۷°غربی   | بولیوی              | |
| ۲۰°۰′ جنوبی ۵۷°۵۲′ غربی / ۲۰٫۰۰۰°جنوبی ۵۷٫۸۶۷°غربی   | برزیل               | ماتو گروسو ایالت سائوپائولو میناس گرایس - حدود 10km São Paulo Minas Gerais São Paulo - حدود 16km Minas Gerais - حدود 11km São Paulo - حدود 14km Minas Gerais اسپیریتو سانتو                                 |
| ۲۰°۰′ جنوبی ۳۹°۴۴′ غربی / ۲۰٫۰۰۰°جنوبی ۳۹٫۷۳۳°غربی   | اقیانوس اطلس        | |